# Ivan Kukoč
Ivan Kukoč (Split, 9. mart 1918 - 2005), general-pukovnik JNA i učesnik Narodnooslobodilačke borbe.

## Biografija
Rođen je 9. marta 1918. godine u Splitu. Pre II svetskog rata je bio mašinski stolar. Od 1935. godine je član KPJ. Tokom 1941. godine i do avgusta 1942. godine radi u organizaciji Komunističke partije Hrvatske i kao sekretar PK SKOJ za Dalmaciju. U Narodno oslobodilačkoj vojsci Jugoslavije je od 1942. godine. Bio je politički komesar 9. divizije i 8. korpusa. Posle rata je bio na raznim partijskim i upravnim funkcijama u Splitu, Zagrebu i Beogradu, a zatim ponovo u JNA gde je bio načelnik Uprave vojne industrije, pomoćnik državnog sekretara za narodnu odbranu. Takođe je izabran za člana Konferecije SKJ u JNA.

## Odlikovanja
- Orden narodnog oslobođenja
- Orden ratne zastave
- Orden zasluga za narod sa zlatnom zvezdom

## Literatura
- Vojna enciklopedija (knjiga četiri), Beograd 1974. godina